# 수비 권씨
수비 권씨(壽妃 權氏, ? ~ 1340년 4월 29일(음력 4월 3일))은 고려의 제27대 왕 충숙왕의 후궁(제 5비)로, 본관은 안동(安東)이다.

## 생애

### 가계
증조부는 영가부원군(永嘉府院君) 권보(權溥)이시며, 조부는 길창부원군(吉昌府院君) 권준(權準)이며, 부친은 현복군(玄禑君) 권형(權衡)이고, 외조부는 평양조씨(平壤趙氏) 찬성사(贊成事) 조련(趙璉)이다. [ 趙從耘(1607∼1683)의 氏族源流 安東權氏 ]
처음에 밀직상의(密直商議) 전신(全信)의 아들에게 시집갔다.
충혜왕의 제3비 화비 홍씨(和妃 洪氏)는 고종 사촌이다.

### 후궁 책봉
권형(權衡)은 전씨(全氏) 가문이 보잘 것 없었으므로 이혼시키고자 하였으나 뜻대로 되지 않았다.
1335년(충숙왕 복위 4년) 9월 3일(음력 8월 15일)의 명령을 빙자하여 이혼시킨 뒤 권씨(權氏)를 수비(壽妃)로 봉했다.

### 후궁 시절
1339년(충혜왕 복위년) 6월 19일(음력 5월 12일) 남편 충숙왕이 사망한 후에 권씨는 자신의 아들뻘인 충혜왕에게 강간을 당했다.
당시 충혜왕은 서모인 권씨나 경화공주(慶華公主) 뿐만 아니라, 얼굴이 예쁘면 혼인 여부나 신분 등에 상관 없이 닥치는대로 사람을 시켜 빼앗아 강간하는 등 행동에 절제가 전혀 없었다.

### 사망과 후손
1340년(충혜왕 복위 원년) 음력 4월 3일 사망했다. 무덤에 대한 기록은 남아있는 것이 없으며, 남편 충숙왕과의 사이에서 자녀는 없었다.
그녀의 아버지 권렴도 같은 해 사망했는데, 당시 권렴의 나이가 불과 39세였던 것으로 볼 때, 그녀는 꽤 어린 나이에 사망한 것으로 추정된다.

## 가족 관계
- 아버지 : 권렴 (權廉, 初名 權衡, 1302~1340)
- 어머니 : 평양조씨(平壤趙氏)
  - 오빠 : 권용(權鏞)
  - 제부 : 보달실리(普達實理) 元
  - 제부 : 밀직(密直) 오중화(吳仲和)
  - 제부 : 염국보(廉國寶, ?~1388)
  - 제부 : 류혜손(柳惠孫)
  - 제부 : 원송수(元松壽, 1324∼1366)
  - 남동생 : 권현(權鉉)
  - 남동생 : 권호(權鎬)
  - 남동생 : 권균(權鈞, ?~1401)
  - 남동생 : 권주(權鑄, ?~1394)
- 첫번째 시아버지 : 전신(全信, 1276∼1339)
  - 첫번째 남편 : 이름미상
- 두번째 시아버지 : 제26대 충선왕(忠宣王, 1275~1325, 재위:1298, 1308~1313)
- 두번째 시어머니 : 의비(懿妃) 예쉬진(也速眞, ?~1316)
  - 두번째 남편 : 제27대 충숙왕(忠肅王, 1294~1339, 재위:1313~1330, 1332~1339)